# Hendrik Adamson
Hendrik Adamson (24 de septiembre de 1891 en Kärstna - 7 de marzo de 1946 en Tuhalaane) fue un poeta y profesor de Estonia.
Hijo de un sastre, a partir de 1911 trabajó como profesor en el Ministerio de educación. De 1919-1927 fue director de la escuela primaria en Kärstna. Posteriormente, se convirtió en escritor profesional y miembro de la Unión de Escritores de Estonia.
Poemas notables suyos son Mulgimaa (Tartu, 1919), Inimen (Tartu, 1925), Tõus ja mõõn (Tartu, 1931), Kolletuspäev (Tartu, 1934), Mälestuste maja (Tartu, 1936) y Linnulaul (Tartu, 1937).